# Bragung
Bragung is een bestuurslaag in het regentschap Sumenep van de provincie Oost-Java, Indonesië. Bragung telt 7588 inwoners (volkstelling 2010).